# Villa urbana

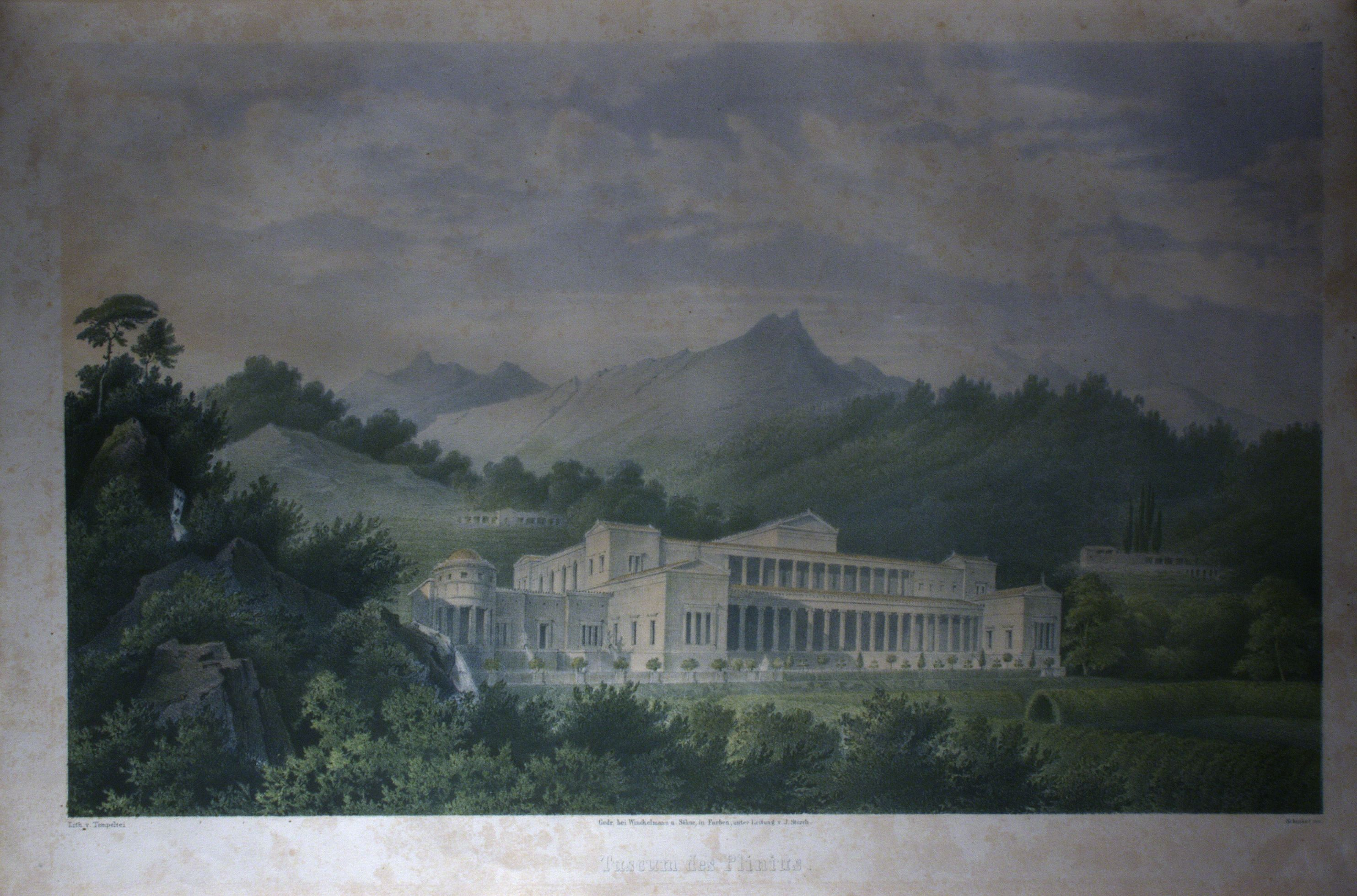
Villa van Plinius

De villa urbana was een aangepaste vorm van een Romeinse villa als luxeverblijf buiten de stad (urbs). In Nederland is er een Romeinse villa opgegraven van dit type: de Romeinse villa Plasmolen. In België zijn te Tongeren villae urbanae gevonden.

## Voorbeeld
- Romeinse villa Plasmolen